# Richard Rawlinson
Richard Rawlinson (3 février 1690 - 6 avril 1755) est un savant anglais, membre de la Royal Society de Londres.

## Biographie
Né à Londres, et fils cadet du maire de Londres Thomas Rawlinson (1647-1708), il est ordonné prêtre en 1716.
Il forme de riches collections de manuscrits, de médailles et de curiosités lors de ses voyages en Angleterre et en Europe occidentale. Il fonda par testament une chaire d'anglo-saxon à l'Université d'Oxford. Il laisse en outre à la bibliothèque de cette Université, la Bodleian Library, ses manuscrits (soit 5205 ouvrages), sa collection de médailles et sa bibliothèque.
Il continue l'Athenae Oxonienses d'Anthony Wood, compose lui-même une Histoire d'Oxford, et contribue à la publication d'un grand nombre d'écrits sur l'histoire et les antiquités.

## Source
Marie-Nicolas Bouillet  et Alexis Chassang (dir.), « Richard Rawlinson » dans Dictionnaire universel d’histoire et de géographie, 1878 (lire sur Wikisource)